# Edir Oliveira
Edir Pedro de Oliveira (Rolante, 3 de fevereiro de 1950 — Gravataí, 4 de agosto de 2022) foi um político brasileiro.
Foi vereador de Gravataí, secretário de administração do município, vice-prefeito e prefeito. Foi também deputado federal eleito em dois mandatos, subsecretário do Estado do Governo Simom e secretário de trabalho, assistência e cidadania do Estado dos Governos Britto e Rigotto.
Edir Oliveira foi candidato a prefeito de Gravataí nas eleições de 2008, tendo renunciado três dias antes do pleito para apoiar o candidato peemedebista Jones Alexandre Martins, após o candidato Daniel Bordignon (PT) ter a sua candidatura cassada cinco dias antes do pleito por improbidade administrativa.

## Operação Sanguessuga
Edir Oliveira foi condenado, em 2011, por prática de improbidade administrativa pela juíza Paula Beck Bohn, da 2ª Vara Federal de Porto Alegre. Além dele, foram também condenados Rafael Zancanaro de Oliveira, Luiz Antônio Trevisan Vedoin e Darci José Vedoin, sendo todos os quatro acusados de enriquecimento ilícito pelo Ministério Público Federal. O esquema foi conhecido pela mídia como Operação Sanguessuga, nome da ação deflagrada pela Polícia Federal em parceria com o Ministério Público do Mato Grosso do Sul.
O esquema consistia em desviar dinheiro público destinado a compra de ambulâncias e equipamento hospitalar, somando quantia milionária. As fraudes em licitações ocorreram em todos os estados brasileiros, à exceção do Amazonas.
Além de ter tido suspenso seus direitos políticos, Oliveira foi condenados a pagar multa civil e a ressarcir prejuízo ao erário público. Para tanto, seus bens foram parcialmente bloqueados. O réu foi, ainda, proibido de contratar com o poder público ou dele receber benefícios ou incentivos fiscais.

## Morte
Morreu em 4 de agosto de 2022, aos 72 anos, de infarto fulminante.